# Volcán Empédocles
El Empédocles es un volcán submarino inactivo, situado a unos 40 km al sudoeste de Sicilia.
Se le denominó así en honor del filósofo griego Empédocles, uno de los fundadores de la doctrina de los cuatro elementos, que fueron la base de todo lo que existía en universo y que, según una leyenda, será arrojado al Etna.

## Descubrimiento
Giovanni Lanzafame del Instituto Nacional de Geofísica y Vulcanología (INGV) de Italia anunció su descubrimiento el 21 de junio de 2006.
Después de realizar búsquedas alrededor de la isla de Ferdinandea, Giovanni Lanzafame y sus colegas, a bordo del navío Universitatis, comprobaron que la isla era solamente una parte del volcán y que las fumarolas presentes alrededor de la isla formaban parte de una única estructura, que mide unos 400 m de alto, 30 km de largo y 25 de ancho. Esto lo convierte en el mayor volcán de Italia.